# Chondroklast
Chondroklast, komórka chrząstkogubna – przekształcony chondrocyt, który rozpuszcza chrząstkę, biorąc udział w tworzeniu kości. Zniszczoną chrząstkę chondroklasty trawią dzięki lizosomom. Pozwalają w ten sposób na wnikanie osteoblastów do szkieletu chrzęstnego.